# 別符
別符（べっぷ）とは、中世日本の土地制度において、国司・院庁より発給された対象地の支配・徴税に関する特例を認める文書を指す。「別納免符」・「別納徴符」の略。またその対象地自体を指す。別符の対象になった名のことを「別名」と称した。
その対象地は、公領や荘園において、従来の支配地域の他に新たな開発を認めたり、別途に年貢・官物・雑物などの納付すること（別納）を認めて、独立した地域として認められた部分を指す。
別納の対象地に指定された際に国司や院庁より「別納免符」や「別納徴符」と呼ばれる文書が出されたことから、それらを略した「別符」が対象地そのものの名称として用いられるようになった。
従来の支配地域と別符とでは徴収の税率が異なったり、一部が免除されているなど、別の徴収体系が取られていた。